# Liste der Ministerpräsidenten der Republik Moldau
Dies ist die Liste der Ministerpräsidenten der Republik Moldau.
| Ministerpräsidenten der Republik Moldau | Ministerpräsidenten der Republik Moldau | Ministerpräsidenten der Republik Moldau | Ministerpräsidenten der Republik Moldau | Ministerpräsidenten der Republik Moldau | Ministerpräsidenten der Republik Moldau |
| #                                       | Bild                                    | Name                                    | Amtsantritt                             | Amtsaustritt                            | Partei                                  |
| --------------------------------------- | --------------------------------------- | --------------------------------------- | --------------------------------------- | --------------------------------------- | --------------------------------------- |
| 1                                       |                                         | Mircea Druc                             | 26. Mai 1990                            | 28. Mai 1991                            | FPM                                     |
| 2                                       | Valeriu Muravschi                       | Valeriu Muravschi                       | 28. Mai 1991                            | 1. Juli 1992                            | FPM                                     |
| 3                                       | kein Foto                               | Andrei Sangheli                         | 1. Juli 1992                            | 24. Januar 1997                         | PAM                                     |
| 4                                       | Ion Ciubuc                              | Ion Ciubuc                              | 24. Januar 1997                         | 5. Februar 1999                         | ADR                                     |
| −                                       | Serafim Urecheanva                      | Serafim Urechean (kommissarisch)        | 5. Februar 1999                         | 19. Februar 1999                        | parteilos                               |
| 5                                       | Ion Sturza                              | Ion Sturza                              | 19. Februar 1999                        | 21. Dezember 1999                       | ADR                                     |
| 6                                       | Dumitru Braghiș                         | Dumitru Braghiș                         | 21. Dezember 1999                       | 19. April 2001                          | parteilos                               |
| 7                                       | Vasile Tarlev                           | Vasile Tarlev                           | 19. April 2001                          | 31. März 2008                           | PCRM                                    |
| 8                                       | Zinaida Greceanîi                       | Zinaida Greceanîi                       | 31. März 2008                           | 14. September 2009                      | PCRM                                    |
| −                                       | kein Foto                               | Vitalie Pîrlog (kommissarisch)          | 14. September 2009                      | 25. September 2009                      | PCRM                                    |
| 9                                       | Vlad Filat                              | Vlad Filat                              | 25. September 2009                      | 25. April 2013                          | PLDM                                    |
| −                                       | Iurie Leancă                            | Iurie Leancă                            | 25. April 2013                          | 31. Mai 2013                            | PLDM                                    |
| 10                                      | Iurie Leancă                            | Iurie Leancă                            | 31. Mai 2013                            | 18. Februar 2015                        | PLDM                                    |
| 11                                      | Chiril Gaburici                         | Chiril Gaburici                         | 18. Februar 2015                        | 22. Juni 2015                           | PLDM                                    |
| −                                       | Natalia Gherman                         | Natalia Snegur-Gherman (kommissarisch)  | 22. Juni 2015                           | 30. Juli 2015                           | PLDM                                    |
| 12                                      | Valeriu Streleț                         | Valeriu Streleț                         | 30. Juli 2015                           | 30. Oktober 2015                        | PLDM                                    |
| −                                       | Gheorghe Brega                          | Gheorghe Brega (kommissarisch)          | 30. Oktober 2015                        | 20. Januar 2016                         | PL                                      |
| 13                                      | Pavel Filip                             | Pavel Filip                             | 20. Januar 2016                         | 8. Juni 2019                            | PDM                                     |
| 14                                      | Maia Sandu                              | Maia Sandu                              | 8. Juni 2019                            | 14. November 2019                       | PAS                                     |
| 15                                      | Ion Chicu                               | Ion Chicu                               | 14. November 2019                       | 31. Dezember 2020                       | parteilos                               |
| −                                       | Aureliu Ciocoi                          | Aureliu Ciocoi (kommissarisch)          | 1. Januar 2021                          | 6. August 2021                          | parteilos                               |
| 16                                      | Natalia Gavrilita                       | Natalia Gavrilița                       | 6. August 2021                          | 16. Februar 2023                        | PAS                                     |
| 17                                      | Dorin Recean                            | Dorin Recean                            | 16. Februar 2023                        | amtierend                               | parteilos                               |